# Rachel Cargle
Rachel Cargle es una autora, conferencista y activista afroamericana conocida por su participación en el trabajo contra el racismo. Cargle fundó la Fundación Loveland.

## Biografía
Rachel Cargle fue criada en Green, Ohio por su madre, quién sufrió la infección poliomielitis  Su padre murió cuando ella era joven.  Durante su infancia, fue jugadora de fútbol y perteneció al grupo juvenil Girl Scout. Cargle y su madre vivieron en viviendas de la Sección 8 en un suburbio adinerado, lo que, según ella, la hizo consciente de las diferencias económicas entre ella y sus compañeros blancos. 
Asistió a la Universidad de Toledo durante dos años, donde estudió antropología y sociología con anterioridad a trasladarse a vivir a Washington, D. C a la edad de 23 años. Más tarde, asistió brevemente a la Universidad de Columbia hasta que decidió dejar la universidad como consecuencia de un incidente en abril de 2019 en el que la policía de la universidad siguió a un estudiante negro, después de negarse a presentar su identificación de estudiante. 

## Carrera
Después de que una foto de Cargle asistiendo a la Women's March, Marcha de Mujeres en Washington se volviera viral, Cargle comenzó a formarse sobre temas y teorías feministas. Comenzó a hablar en universidades dando conferencias llamadas "Upacking White Feminism".
Más tarde, fundó la Fundación Loveland, que trabaja para aumentar y facilitar el acceso a la terapia para mujeres y niñas negras. 
Durante el movimiento de derechos civiles de principios del siglo XXI, la cuenta de Instagram de Rachel Cargle creció de 355 000 a 1,7 millones de seguidores.